# Monaster Świętego Ducha w Wilnie

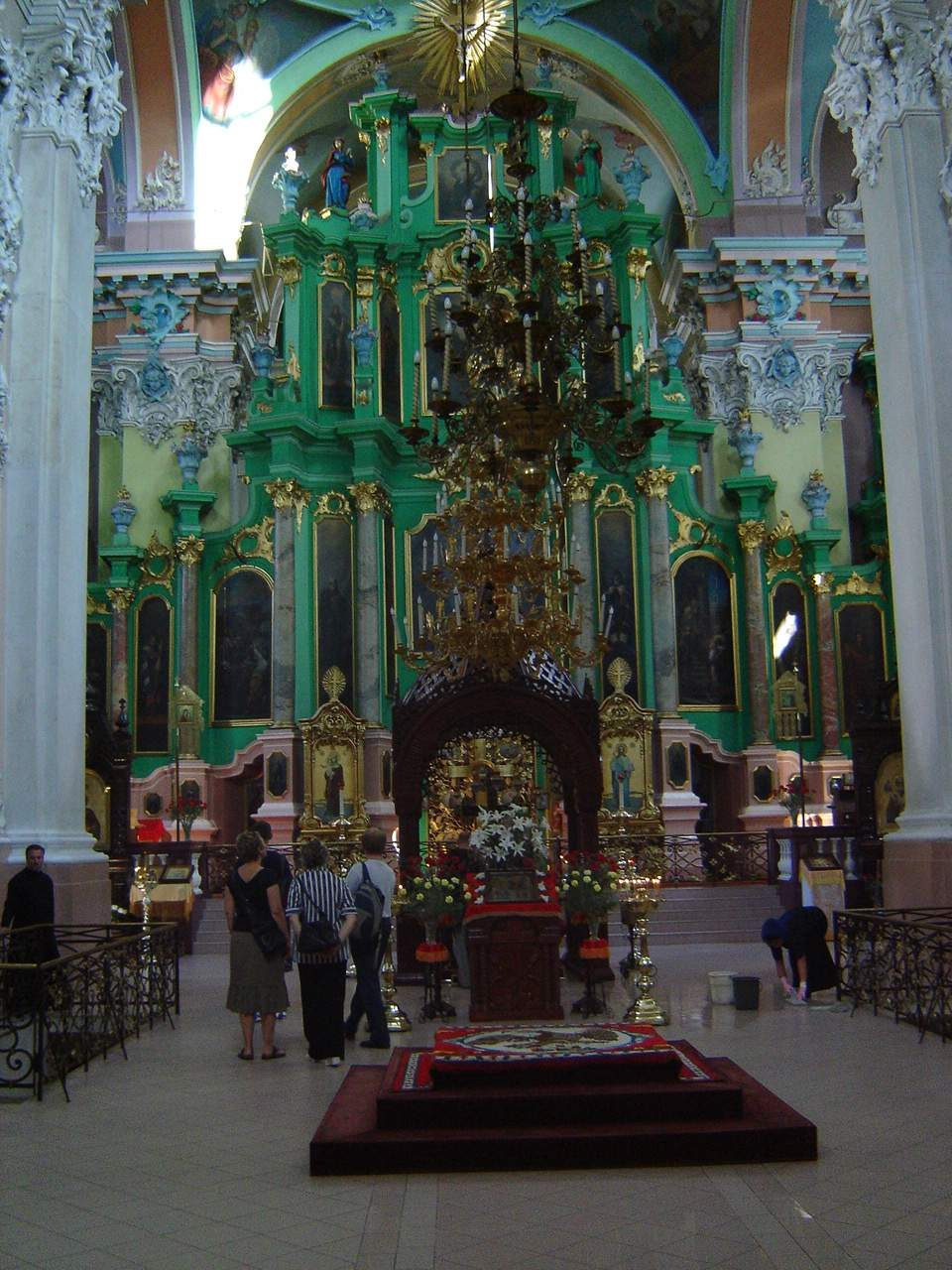
Wnętrze cerkwi klasztornej Świętego Ducha

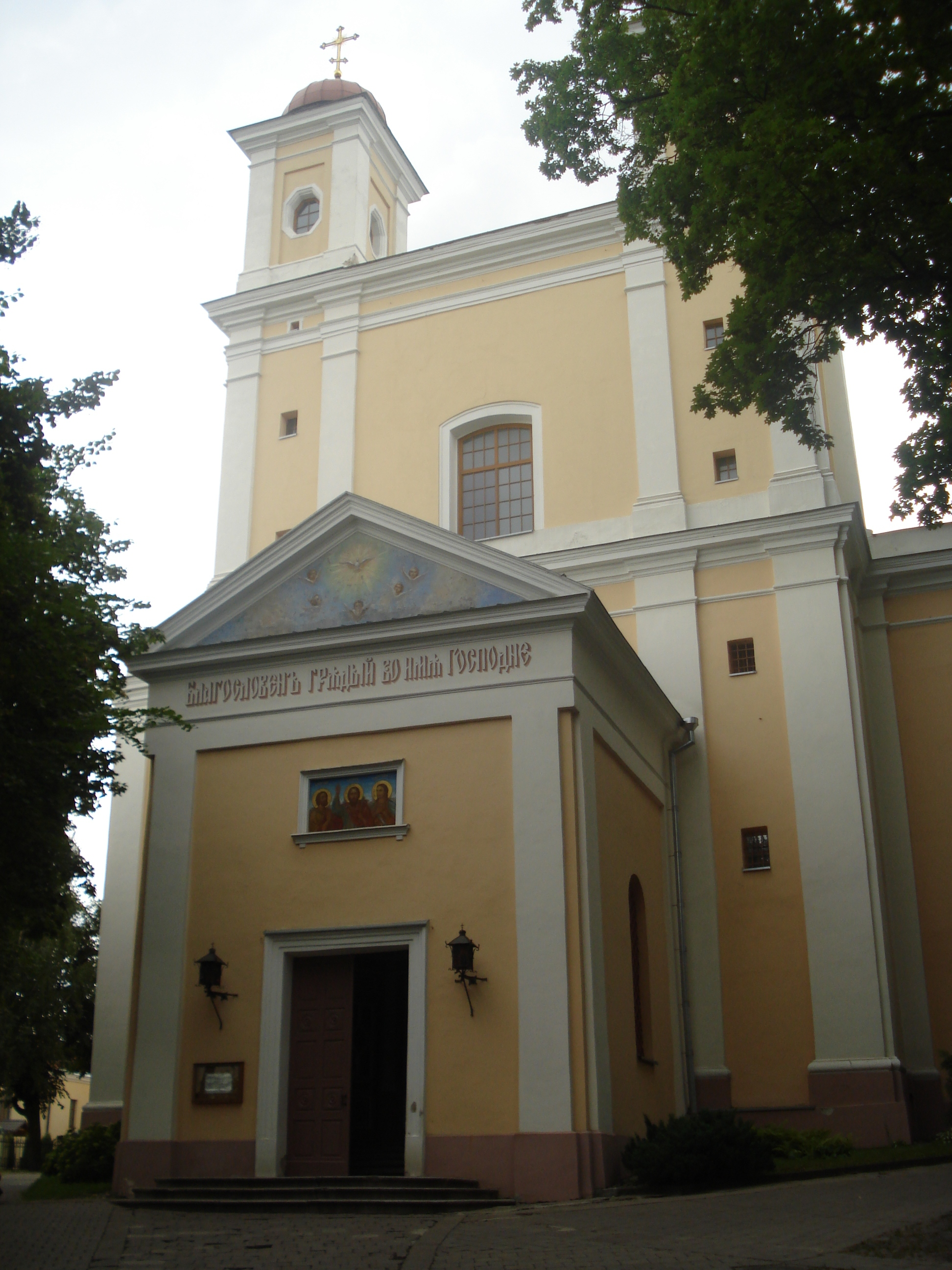
Fasada cerkwi

Monaster Świętego Ducha (lub Monaster Zesłania Ducha Świętego) – prawosławny klasztor w Wilnie działający nieprzerwanie od 1609. W I Rzeczypospolitej jeden z ważniejszych ośrodków prawosławia. Po przyłączeniu Wileńszczyzny do Imperium Rosyjskiego monaster II, a następnie I rangi, od 1845 siedziba biskupów wileńskich i litewskich. Legalnie działający w granicach II Rzeczypospolitej od 1924, dotychczasowe funkcje pełnił bez przeszkód również po znalezieniu się Wilna w granicach ZSRR. Jego cerkiew, pod tym samym wezwaniem co cały monaster, jest miejscem szczególnej czci świętych męczenników wileńskich – Jana, Antoniego i Eustachego, których relikwie przechowywane są w głównej nawie świątyni.
Monaster zajmuje zespół jednopiętrowych budynków w podwórzu za ozdobną bramą wjazdową pod numerem 10 przy ulicy Aušros Vartų (Ostrobramskiej).

## Historia

### Początki
Monaster powstał w 1609 z inicjatywy prawosławnego bractwa Świętej Trójcy, używającego od tej pory nazwy bractwa Świętego Ducha. Bractwo to, liczące kilkuset członków wywodzących się zarówno z warstwy rzemieślniczej, jak i spośród arystokracji, istniało od 1585 i przyjmowało za jeden ze swoich głównych celów obronę prawosławia przed wpływami katolicyzmu, czynnie sprzeciwiało się unii brzeskiej, wydawało we własnej drukarni liczne publikacje teologiczne i polemiczne. W 1597 zdołało również, po wystosowaniu kolejnej prośby, uzyskać przywilej królewski na budowę nowej cerkwi prawosławnej w Wilnie, na gruncie należącym do sióstr Teodory i Anny Wołowicz. Fakt, że obiekt znajdował się na prywatnym gruncie należącym do rodziny szlacheckiej, przesądził o tym, że jej budowa mogła zostać zakończona, a w latach następnych obiektu nie przekazano unitom. Cerkiew ta została wzniesiona z drewna blisko monasteru Świętej Trójcy, z którym związane było bractwo, i otrzymała wezwanie Ducha Świętego.
Po przekazaniu cerkwi i klasztoru Świętej Trójcy unitom bractwo przeniosło swoją siedzibę oraz drukarnię (wkrótce zamkniętą po publikacji kolejnej pracy polemicznej) na teren budynków sąsiadujących z cerkwią Świętego Ducha. Tam też z jego inicjatywy powstał męski monaster, którego pierwszym przełożonym został drukarz w pracowni bractwa, Longin Karpowicz, który przybrał imię zakonne Leoncjusz. Po jego śmierci w 1620 godność tę objął (pełnił ją do przyjęcia unii w 1625) inny dawny członek bractwa Melecjusz (Smotrycki). Podstawę wspólnoty stanowili mnisi, którzy nie chcieli przyjąć unii i w związku z tym zbiegli z monasteru Świętej Trójcy. Monaster utrzymywał się z pracy mnichów w sadzie i gospodarstwie oraz dzięki pomocy świeckich ofiarodawców, rekrutujących się głównie z szeregów szlachty należącej do bractwa Świętego Ducha, jak podkomorzy trocki Bogdan Ogiński. Po 1611 działająca przy nim cerkiew była jedyną czynną prawosławną świątynią w mieście i równocześnie centrum przeciwników unii. Od początku swojego istnienia, na mocy prawa nadanego bractwu Świętego Ducha przez patriarchę konstantynopolitańskiego Jeremiasza II, monaster był stauropigialny, a zatem podlegał bezpośrednio patriarsze Konstantynopola, a po 1686 patriarsze Moskwy.

### XVII–XVIII wiek
W momencie powstania monaster mieścił się w budynkach z XVI–XVII wieku. Na teren klasztoru prowadziła brama. Po lewej stronie klasztornego dziedzińca znajdował się jednopiętrowy budynek mieszczący pomieszczenia mieszkalne przeznaczone dla przełożonego i namiestnika monasteru oraz mieszczące kancelarię. W podobnym obiekcie po prawej stronie mieszkali zakonnicy, mieściła się jadalnia i kuchnia. W dalszej części dziedzińca mieściła się cerkiew.
Równolegle do cerkwi położone były dwa kolejne jednopiętrowe budynki – położony po prawej stronie świątyni mieścił dalsze cele dla zakonników oraz drugą jadalnię, po lewej – przytułek dla sierot oraz cele posłuszników. W dalszej części dziedzińca rozlokowane były obiekty gospodarcze – spichlerz, stajnia, dwie obory, magazyn. W sąsiadujących obiektach działało bractwo Świętego Ducha i organizowana przez nie szkoła, znana z wysokiego poziomu i mająca w zamierzeniach organizatorów stanowić alternatywę dla kolegiów jezuickich.
W połowie XVII wieku monaster Świętego Ducha był już na tyle ważnym ośrodkiem duchowym, że pod jego szczególną opieką pozostawało 19 innych, później powstałych wspólnot monastycznych, w tym dwie żeńskie. Były to klasztory w Jewiach, Mińsku, Kupiatyczach, Surdegach, Drui, Newlu, Kroniach, Ceprze, Hrozowie, Sielcu, Nowym Dworze, Pryłukach, Kiejdanach oraz Zabłudowie, których fundatorzy uważali, że podporządkowanie powoływanych do życia monasterów powszechnie znanemu i kojarzonemu z silnym bractwem Świętego Ducha klasztorowi zagwarantuje im przetrwanie w razie konfliktu z unitami. Tak powstała sieć monasterów była największą z trzech istniejących na terenie Rzeczypospolitej. Tomasz Kempa uważa, że związek z monasterem Świętego Ducha mógł być przyczyną, dla której przeważająca część wymienionych monasterów, mimo konwersji na katolicyzm obrządku bizantyjskiego ich fundatorów i finansowych dobroczyńców, pozostała przy prawosławiu.
Mnisi wywodzący się z klasztoru Świętego Ducha byli przenoszeni na stanowiska przełożonych innych monasterów lub obejmowali katedry biskupie. Melecjusz (Smotrycki) został arcybiskupem Połocka, Józef Bobrykowicz – mścisławskim, mohylewskim i orszańskim. Monaster pozostawał jednym z głównych ośrodków sprzeciwu wobec unii. Przez krótki czas mnichem w nim był późniejszy święty prawosławny, wielki przeciwnik unii Atanazy Brzeski. Był to jeden z dwóch klasztorów na terenie I Rzeczypospolitej, którym zarządzał biskup ordynariusz odpowiedniej eparchii (w tym wypadku wileńskiej) lub wybrany przez metropolitę kijowskiego, w porozumieniu z bractwem Świętego Ducha, archimandryta. W innych ośrodkach – poza monasterem Trójcy Świętej w Słucku – przełożeni nosili tytuł ihumena.
W latach 1629 i 1637 monaster był napadany przez grupy zwolenników unii, dążących do likwidacji ostatniego silnego ośrodka dyzunitów na ziemiach litewskich. Mnisi mieli również problemy z otrzymaniem zezwolenia na budowę nowej, murowanej cerkwi, które ostatecznie uzyskali przywilejem Władysława IV z 1632. W tym samym dokumencie król potwierdzał podległość 17 innych monasterów wobec zwierzchnika monasteru Świętego Ducha. Poświęcenie nowej świątyni miało miejsce 16 kwietnia 1634 i według opowiadań świadków miało zostać zakłócone przez katolików. W 1648, z uwagi na trudności finansowe, przestała działać drukarnia przy monasterze, a w kilka lat później także szkoła.
W drugiej połowie stulecia, w czasie wojen Rzeczypospolitej Obojga Narodów ze Szwecją i Rosją, monaster kilkakrotnie ucierpiał w trakcie działań wojennych lub został splądrowany. Szczególnie podupadł wskutek walk o Wilno w czasie wojny polsko-rosyjskiej 1654–1667; po odzyskaniu miasta przez wojska polskie w 1661, mnisi zostali oskarżeni przez wileńskich unitów o współpracę z Rosjanami, co nie miało podstaw. W rzeczywistości zakonnicy obawiali się wejścia obcych wojsk i w związku z tym ukryli część cerkiewnych kosztowności. Wątpliwości co do postawy członków wspólnoty nie miał jednak król Jan II Kazimierz, który w tym samym roku w liście do władz miasta potwierdził ich wierność Rzeczypospolitej i nakazał, w związku z wojennymi stratami, zwolnić monaster od opłat na rzecz wojska. W 1677 monaster odwiedził późniejszy święty prawosławny Dymitr Rostowski. Kolejne zniszczenia przyniosła III wojna północna. W odbudowie monasteru finansowo pomagał car rosyjski Piotr I. Rosyjska rodzina carska od tej pory regularnie przekazywała na potrzeby klasztoru ofiary pieniężne, ikony oraz utensylia liturgiczne. Zrekonstruowane budynki przetrwały jednak tylko 39 lat, spłonęły niemal całkowicie w pożarze Wilna w 1749. Jego odbudowa była możliwa dzięki pomocy finansowej z Rosji w wysokości 6 tys. rubli. Władze miejskie zgodziły się na rekonstrukcję zabudowań monasteru dopiero w 1751, z zastrzeżeniem, by nowe obiekty nie wyróżniały się zbytnio wśród sąsiadujących budynków, a położona bezpośrednio przy ulicy brama nie była zbyt bogato dekorowana. Odbudową kierował Jan Krzysztof Glaubitz, który wykonał również nowy ikonostas dla klasztornej cerkwi.

### W granicach Imperium Rosyjskiego

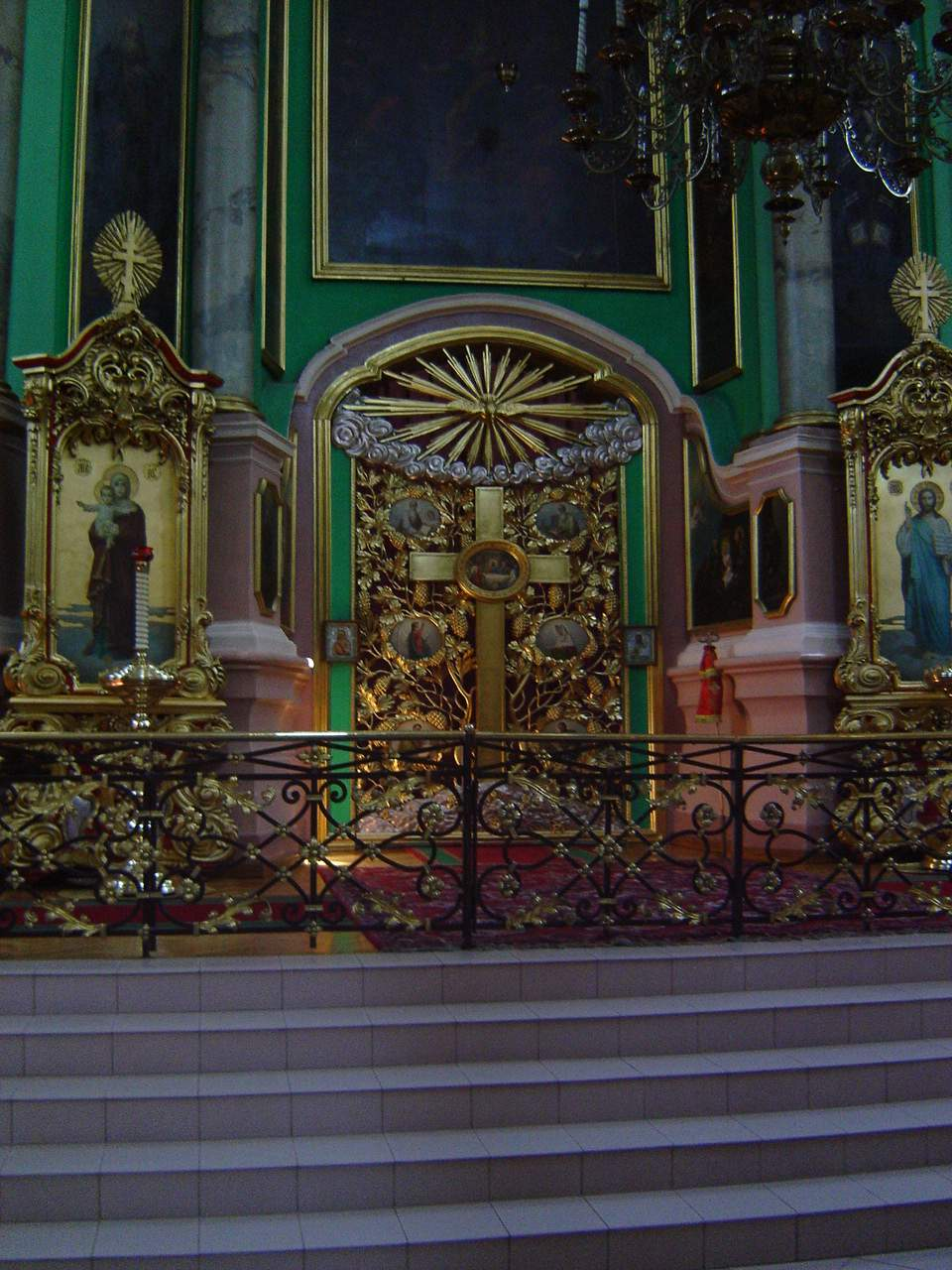
królewskie wrota w ikonostasie cerkwi

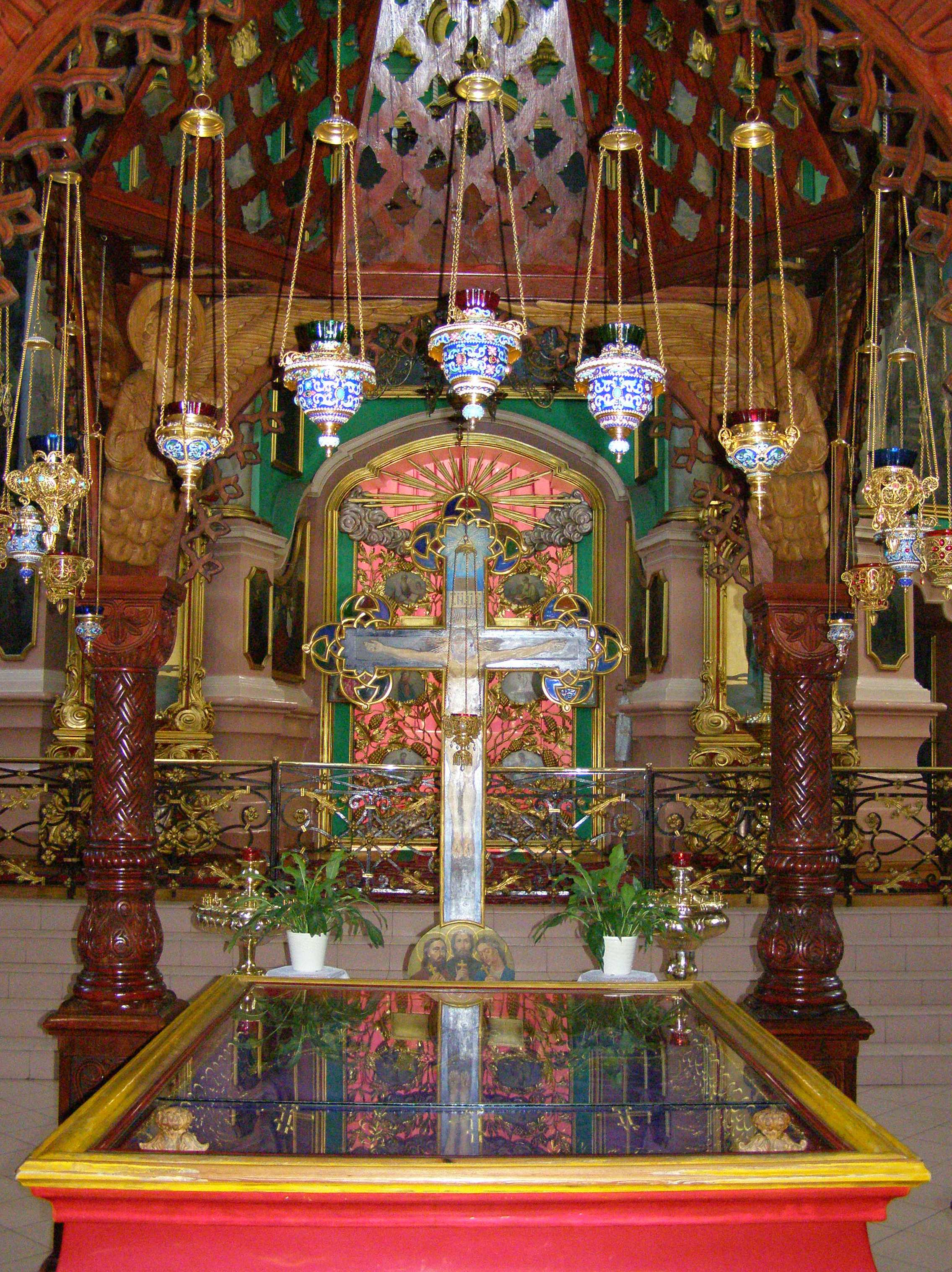
Raka z relikwiami świętych męczenników wileńskich

W 1795, po III rozbiorze Polski, Wilno znalazło się w granicach Cesarstwa Rosyjskiego jako stolica guberni. Przyniosło to poważne zmiany w sytuacji monasteru, który został podporządkowany biskupowi mińskiemu i wołyńskiemu, a następnie biskupowi wileńskiemu, który pełnił równocześnie funkcję zwierzchnika monasteru. Wspólnotę tworzyło w tym okresie 13 zakonników, z czego na stałe w Wilnie przebywało dziewięciu, pozostali natomiast żyli czasowo w innych monasterach pozostających pod opieką wileńskiego. Monastery te, oprócz trzech, w końcu XVIII w. zostały decyzją Świętego Synodu uznane za niezależne. W maju 1797 car Paweł I uznał wileńską wspólnotę monastyczną za monaster II klasy, co oznaczało coroczną dotację rządową w wysokości 2500 rubli. Natomiast następca Pawła I, Aleksander I rozważał w 1806 możliwość likwidacji monasteru. Z powodu braku czynnych cerkwi prawosławnych w Wilnie monasterska świątynia Świętego Ducha spełniała dla miejscowej ludności zadania cerkwi parafialnej, toteż Aleksander I planował rozproszenie zakonników w innych wspólnotach i zmianę cerkwi Świętego Ducha w katedrę eparchii wileńskiej. Plan ten przedłożył Świętemu Synodowi, jednak ten w wyrażonej opinii zdecydowanie odradził władcy zamykanie monasteru cieszącego się tak szczególnym szacunkiem i z tak długą tradycją umacniania prawosławia na Litwie.
Kolejne zniszczenia klasztor poniósł w czasie wojny w 1812, kiedy został zajęty przez wojska napoleońskie, które sprofanowały cerkiew, paląc królewskie wrota i uszkadzając ikonostas. Odbudowa obiektu była możliwa dzięki pomocy finansowej kupca Aleksandra Słuckiego, który wydzielił na ten cel 4500 rubli. W 1833, za sprawą działań archimandryty Płatona (Rudinskiego), wspartego przez generała gubernatora Wilna księcia Dołgorukowa, klasztor został zaliczony w poczet monasterów I klasy, co wiązało się z podniesieniem wsparcia finansowego do 4176 rubli. Dzięki temu do końca lat 30. możliwa była przebudowa cerkwi klasztornej, która miała odebrać jej zewnętrznej architekturze cechy upodabniające ją do kościołów rzymskokatolickich. Do przeprowadzenia prac budowlanych sprowadzono włoskiego architekta Giacomo de la Porto. W tym okresie monaster liczył jedynie pięciu mnichów. W celu podniesienia jego prestiżu archimandryta Płaton (Gorodecki), dotąd rektor seminarium duchownego w Kostromie, zaprosił do Wilna 11 mnichów lub posłuszników z tego miasta. W efekcie w 1840 liczba zakonników wzrosła do 9 mnichów i 5 posłuszników. W 1845, z inicjatywy tego samego przełożonego, dotychczasową bramę wjazdową na teren klasztoru zastąpiła nowa, z wizerunkiem Chrystusa i sceną zesłania Ducha Świętego, wykonana w stylu staroruskim. W cerkwi monasterskiej pojawiły się nowe ołtarze – Zesłania Ducha Świętego oraz świętych Konstantyna i Heleny. Później, w 1852, w podziemiach cerkwi urządzona została kaplica ku czci męczenników wileńskich – świętych Jana, Antoniego i Eustachego, których szczątki w 1655 przeniesiono tam z cerkwi św. Mikołaja w Wilnie. Do kaplicy prowadziło osobne wejście z ikoną męczenników ufundowaną przez Iwana Sieniawina. Podziemia klasztornej cerkwi stały się również miejscem pochówku prawosławnych biskupów wileńskich; w 1868 został w nim pochowany Józef Siemaszko, inicjator rozbudowy budynków klasztornych. W tym czasie w monasterze zamieszkiwało 9 mnichów oraz 5 posłuszników. Ich liczba wzrosła w końcu XIX wieku, gdy obowiązki archimandryty klasztoru spełniał arcybiskup Juwenaliusz (Połowcew). W 1904 wspólnota liczyła 15 mnichów oraz 34 posłuszników. Kolejny przełożony, metropolita Nikander (Mołczanow) przeprowadził generalny remont całego kompleksu. Pracami kierował eparchialny architekt A. Szpakowski. W 1913, z inicjatywy metropolity Tichona (Bieławina) został wzniesiony dom pielgrzyma. Już wcześniej, od czasu otwarcia kaplicy ku czci męczenników wileńskich, monaster stał się popularnym celem pielgrzymek.
Klasztor, oprócz tradycyjnie należących do niego budynków, posiadał po 1860 dwupiętrowy dom przy dzisiejszej ulicy Aušros Vartų (w późniejszym okresie wynajmowany władzom miasta) oraz 3 podobne obiekty w centrum Wilna, jak również dwa sklepy. W XVIII w. monaster otrzymał nadania ziemskie na przedmieściu Popowszczyzna, w stuleciu następnym ziemia ta była już całkowicie zabudowana przez różne osoby płacące z tego tytułu czynsz. Przy ulicy Rossa monaster posiadał ogród, od 1921 dzierżawiony (umowa opiewała na 36 lat) przez firmę Pacyfik, zaś na przedmieściu Łukiszki pojedynczą działkę, również wydzierżawioną.
W pierwszym roku I wojny światowej mnisi zaangażowali się w działalność dobroczynną, pracowali w szpitalach, w cerkwi odprawiane były nabożeństwa za zwycięstwa wojsk rosyjskich. 25 września 1914, udając się na front, monaster odwiedził car Mikołaj II, a w listopadzie tego samego roku – caryca Aleksandra Fiodorowna z córkami Olgą i Tatianą.

### W czasie I wojny światowej
W miarę zbliżania się frontu do Wilna mnisi z klasztoru Świętego Ducha udali się na bieżeństwo, z wyjątkiem mnichów Sawwacjusza, Makarego i Nikodema, którzy otrzymali od przełożonego zgodę na pozostanie na miejscu. Jeden z nich, mnich Makary, został wywieziony do obozu dla jeńców wojennych (opuścił go w 1917), innym pozwolono jednak zostać. Budynki klasztorne w czasie wojny nie poniosły strat. Mnisi zaczęli jednak wracać do nich dopiero w 1919, wtedy również dotarł do Wilna wyznaczony przez patriarchę Moskwy nowy biskup wileński Eleuteriusz (Bogojawlenski).

### W II Rzeczypospolitej

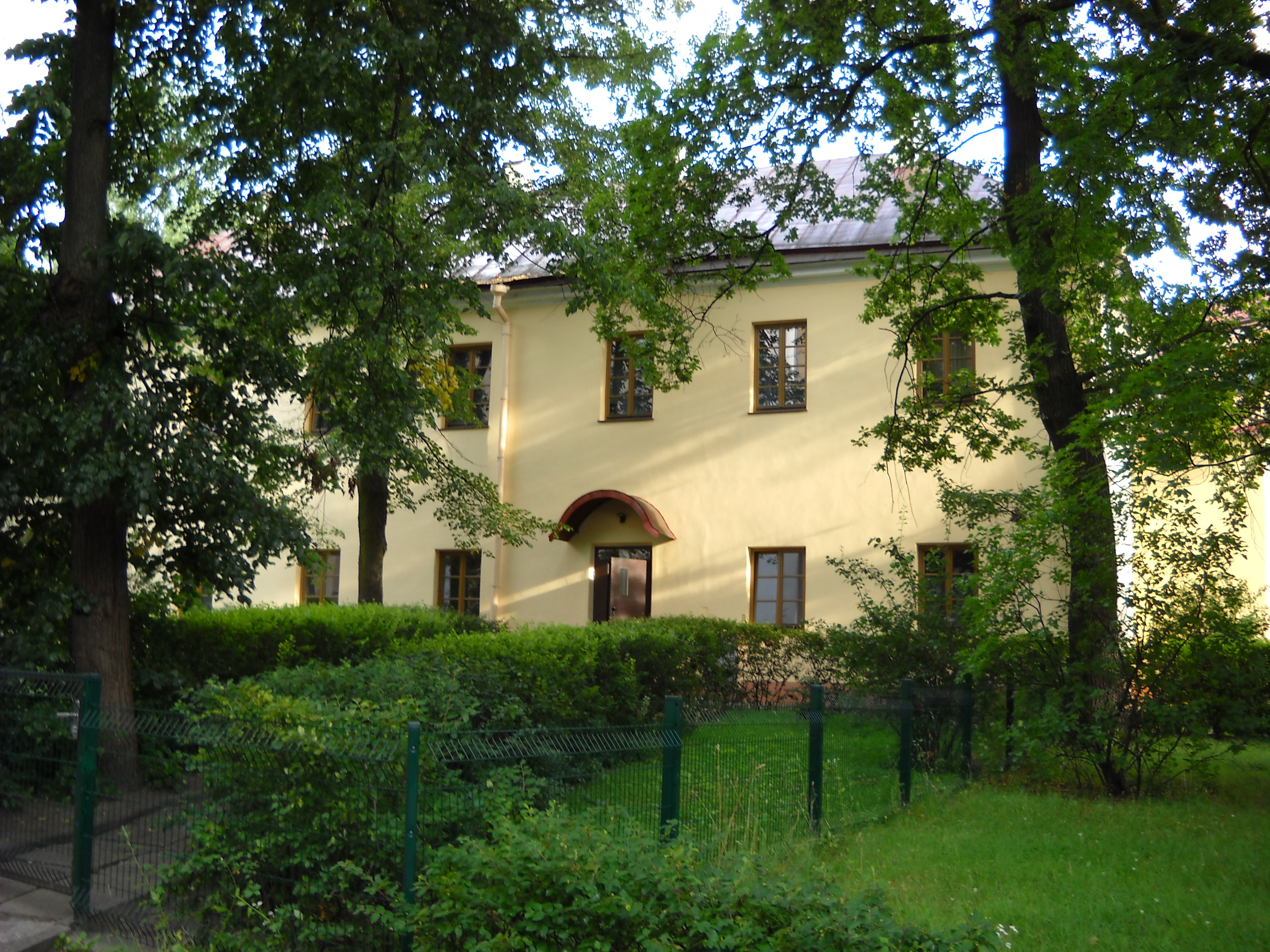
Budynek monasterski

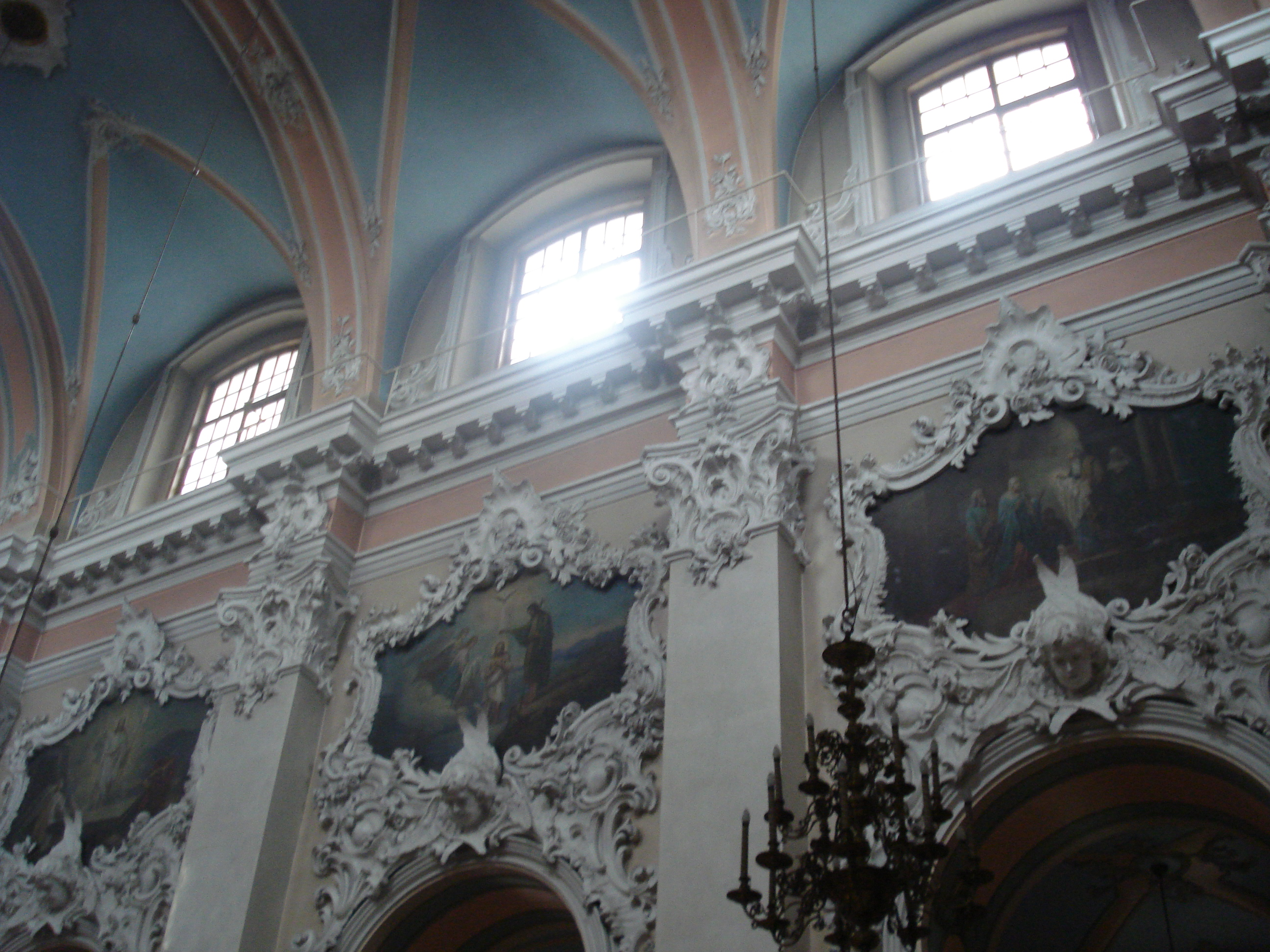
Wnętrze cerkwi

Prowadzona w II Rzeczypospolitej akcja rewindykacji majątku Kościoła prawosławnego w pierwszej fazie nie zagroziła istnieniu klasztoru, jako że nigdy nie był on w żaden sposób związany z instytucjami katolickimi. Władze doprowadziły jedynie do usunięcia Eleuteriusza (Bogojawleńskiego) z katedry biskupiej (a zatem także stanowiska przełożonego monasteru) za jego ostry sprzeciw wobec dążeń do autokefalii Kościoła prawosławnego w Polsce i niesubordynację wobec zwierzchnika Kościoła prawosławnego w Polsce metropolity Jerzego (Jaroszewskiego). Biskup został zatrzymany na terenie klasztoru bezpośrednio po odprawieniu nabożeństwa i zmuszony do wyjazdu z kraju. 21 października 1924 pismo nowego metropolity warszawskiego Dionizego z prośbą o formalne uznanie istnienia klasztoru spotkało się z przychylną odpowiedzią Ministerstwa Wyznań Religijnych i Oświecenia Publicznego.
Niemniej w 1925 monaster stracił na rzecz państwa lub Kościoła rzymskokatolickiego część posiadanego majątku: folwark Nowe Żyrowice razem z młynem i zespołem budynków gospodarczych, budynki mieszkalne i gospodarcze na uroczysku Jenczmieniszki (pow. wileński), fermę w Barunach, karczmę w Borunach oraz posiadane w tym mieście grunta, place i młyn przy wsi Smorgoni, młyn w Krewie, jeziora Niedzingi i Wielkie Dawgi oraz trzy domy i magazyn w Wilnie. Ponadto jezioro Pstrino znalazło się poza granicami II RP. W związku z brakiem ziemi pod uprawę klasztor nie mógł utrzymywać się z gospodarki rolnej, jednak dzierżawy posiadanych dóbr oraz dobrowolne wpłaty wiernych wystarczały na utrzymanie wspólnoty i regularną konserwację budynków klasztornych, m.in. wymianę instalacji elektrycznej w 1928 i zakup nowych świeczników dla cerkwi. Część dochodów monasteru była również przeznaczana na procesy sądowe o sporne działki z Dyrekcją Kolei oraz ze Skarbem Państwa.
W 1929 rzymskokatolicki arcybiskup wileński Romuald Jałbrzykowski wniósł, między innymi podobnymi wnioskami, pozew o rewindykację na rzecz swojej archidiecezji zarówno cerkwi, jak i klasztoru Świętego Ducha. Do postępowania sądowego jednak nie doszło, gdyż Sąd Najwyższy w oświadczeniu z 16 lutego 1934 zadeklarował brak kompetencji w zakresie rozstrzygania kwestii własności prawosławnych obiektów sakralnych. Wcześniej, w 1930, monaster znalazł się na liście ośmiu prawosławnych ośrodków zakonnych przeznaczonych do likwidacji. Jednak w sierpniu 1934 rządowy dokument w sprawie przyszłości klasztorów prawosławnych w jurysdykcji Polskiego Autokefalicznego Kościoła Prawosławnego wymieniał monaster Świętego Ducha jako jeden z siedmiu klasztorów przewidywanych do pozostawienia w dotychczasowym kształcie. Władze po raz drugi zmieniły zdanie w sprawie przyszłości monasteru w 1936, ponownie umieszczając go na liście klasztorów przeznaczonych do rozwiązania. Ostatecznie jednak do realizacji tych planów nie doszło.
W monasterze, według danych z 1937, przebywało 14 zakonników, w tym czterech archimandrytów i dwóch ihumenów. W czasie II wojny światowej mnisi z monasteru prowadzili przytułek dla sierot. W czasie hitlerowskiej okupacji ziem litewskich po ataku III Rzeszy na ZSRR, w budynkach monasteru organizowane były trzysemestralne kursy dla przyszłych księży. W czasie walk o Wilno zabudowania klasztoru zostały uszkodzone.

### W granicach ZSRR
Po 1945 Wilno znalazło się w granicach Litewskiej SRR, jednak monaster działał bez przeszkód przez cały okres istnienia ZSRR. W latach 1959–1960 wyremontowano system ogrzewania cerkwi, w 16 lat później zainstalowano w budynkach monasteru centralne ogrzewanie. Po 1982 arcybiskup Wiktoryn (Bielajew) zainicjował budowę windy prowadzącej na wieże cerkiewne i wyremontował budynki mieszkalne dla mnichów. Monaster w Wilnie był jedynym klasztorem na terenie ZSRR, który nie spotkał się ze strony władz z żadnymi represjami, mimo faktu, że w mieście szereg innych cerkwi zostało zamkniętych lub zaadaptowanych na cele niezwiązane z kultem religijnym. Monaster utrzymywał się wyłącznie z ofiar wiernych.
W 1947 w klasztorze żyło 13 mnichów oraz 4 posłuszników.

### Na Litwie

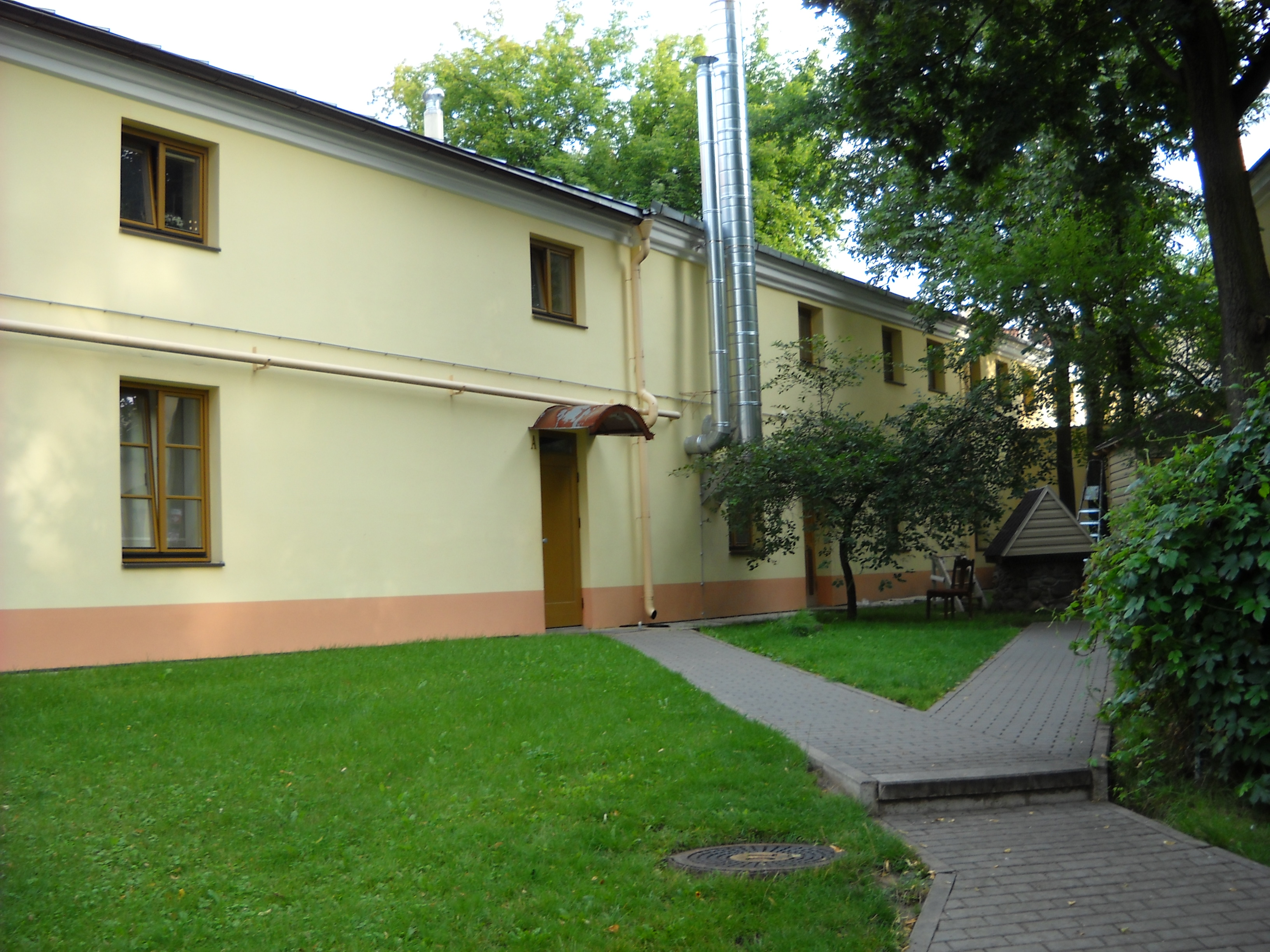
Jeden z budynków monasteru

Od 1993 przy monasterze funkcjonuje licząca 13 tys. pozycji ogólnodostępna biblioteka literatury religijnej, w budynkach kompleksu klasztornego znajduje się również kancelaria eparchii wileńskiej i litewskiej oraz jej sekretariat odpowiedzialny za prowadzone przez prawosławnych kapłanów działania charytatywne. Zakonnicy prowadzą jadłodajnię dla osób ubogich oraz niewielki dom pielgrzyma. Ostatni generalny remont budynków monasteru zorganizował metropolita wileński i litewski Chryzostom (Martiszkin) w latach 1996–1997. W lipcu tego samego roku, w święto Zesłania Ducha Świętego, obchodzony był z udziałem patriarchy Moskwy Aleksego jubileusz 400 lat nieprzerwanego funkcjonowania cerkwi klasztornej.
Obecnie w monasterze przebywa 10 mnichów, z czego dwóch posiada godność archimandryty, zaś jeden – ihumena. Obiekt pozostaje ważnym celem pielgrzymkowym, jest to obecnie jedyny męski monaster na terenie Litwy. W latach 1960–2015 jeden z budynków klasztoru zajmowały mniszki z żeńskiej wspólnoty monastycznej św. Marii Magdaleny.

## Architektura

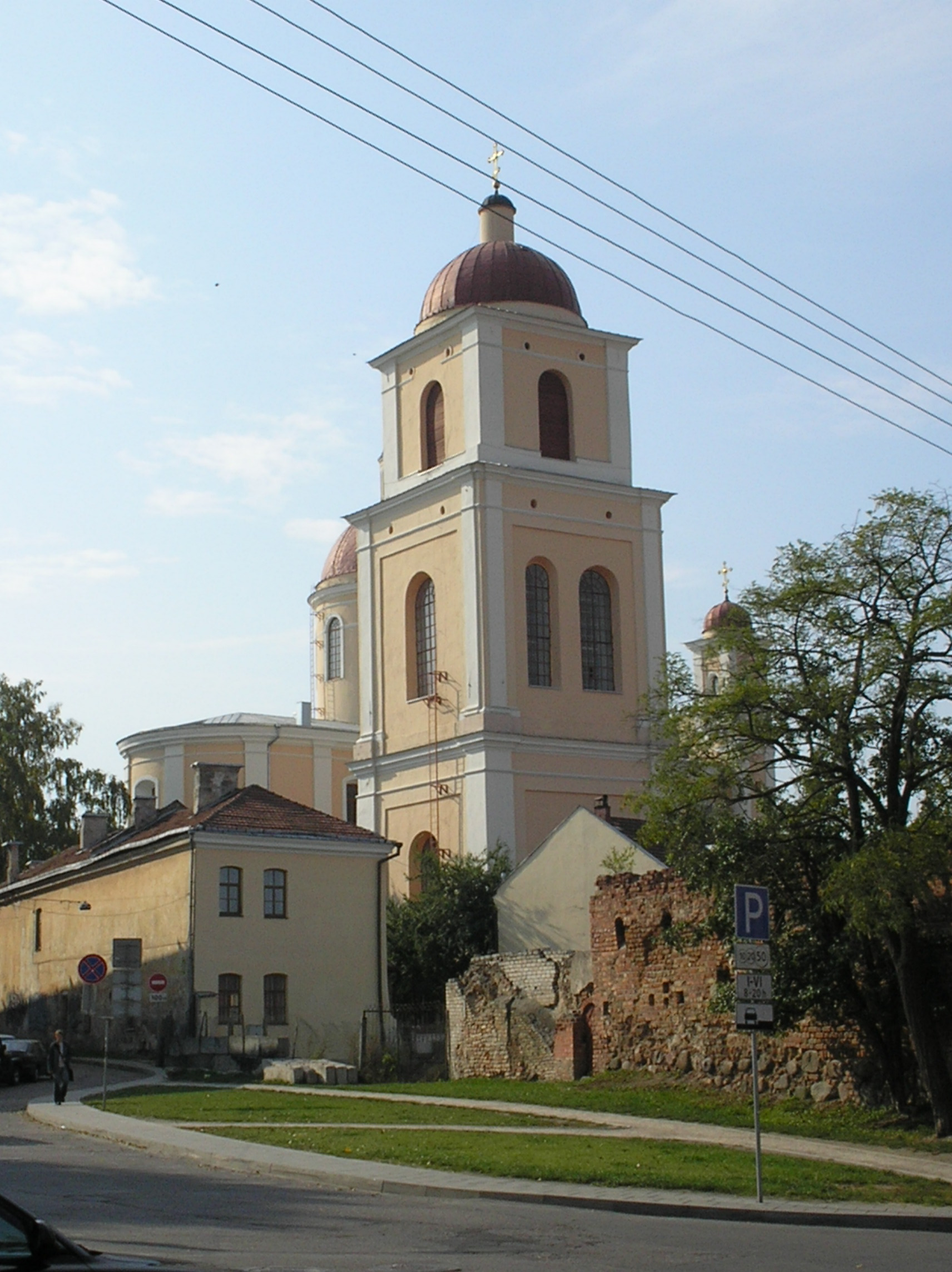
Dzwonnica i fragment murów monasterskich

Budynki monasteru, zamieszkiwane przez mnichów oraz zajęte przez kancelarię eparchialną oraz bibliotekę zachowały się do naszych czasów w tej samej formie, w jakiej zostały odbudowane po pożarze w XVIII wieku. W skład kompleksu wchodzą trzy dwukondygnacyjne budynki pozbawione wyraźnych cech stylowych oraz budynki gospodarcze zaadaptowane w II połowie XX wieku na nowe cele. Jedynie brama wjazdowa wyraźnie reprezentuje styl staroruski, co ma akcentować duchową łączność monasteru z prawosławiem rosyjskim.
Centralne miejsce dziedzińca kompleksu zajmuje cerkiew klasztorna, będąca równocześnie parafialną. Pierwotnie wzniesiona w stylu barokowym, po ostatniej przebudowie bliższa jest klasycyzmowi. Fasada budynku respektuje zasady symetrii, dwie wieże wznoszą się na wysokość 49 metrów i są zwieńczone kopułami. Jedyną dekoracją zewnętrzną budynku są rzędy doryckich pilastrów. Budynek jest trójdzielny i orientowany, zbudowany na planie krzyża łacińskiego.
Pierwotny barokowy styl cerkwi jest widoczny we wnętrzu, które zostało uformowane w czasie odbudowy w latach 50. XVIII wieku. W tym stylu utrzymany jest ikonostas oraz płaskorzeźby i freski na ścianach. W cerkwi znajduje się 20 ikon autorstwa Iwana Trutniewa, w tym ikona Zwiastowania ufundowana przez carycę Marię Aleksandrowną. Centrum nawy zajmuje ozdobna raka zawierająca relikwie świętych męczenników wileńskich.

## Przełożeni monasteru
Zwyczajowo funkcję przełożonego klasztoru Świętego Ducha pełnił prawosławny biskup wileński, który wyznaczał w klasztorze swojego namiestnika. Zdarzały się jednak wyjątki od tej sytuacji. Poniżej przedstawiono wykaz przełożonych monasteru, którzy nie łączyli w tym czasie funkcji z godnością biskupią:
- archimandryta Ambroży (Juszkiewicz) (1731–1734)
- archimandryta Hieronim (Wołczański) (1734)
- archimandryta Hiacynt (Pielkiński) (1776–1787)
- archimandryta Warłaam (Szyszacki) (1787–1789)
- archimandryta Daniel (Nattok-Michajłowski Mirdamski) (1797–1800)
- archimandryta Epifaniusz (Sawwicz-Kaniwiecki) (1807–1808)
- archimandryta Platon (Gorodiecki) (1839)
- mnich Aleksander (Dobrynin) (1851–1860)
- mnich Jan (Pszczołko) (1862–1870)
- mnich Nestor (Fomin) (1891–1895)
- mnich Antoni (Marcenko) (1922–1923)
- igumen Adrian (Uljanow) (1988–1990)